# Dispositif intra-utérin
Pour les articles homonymes, voir DIU.

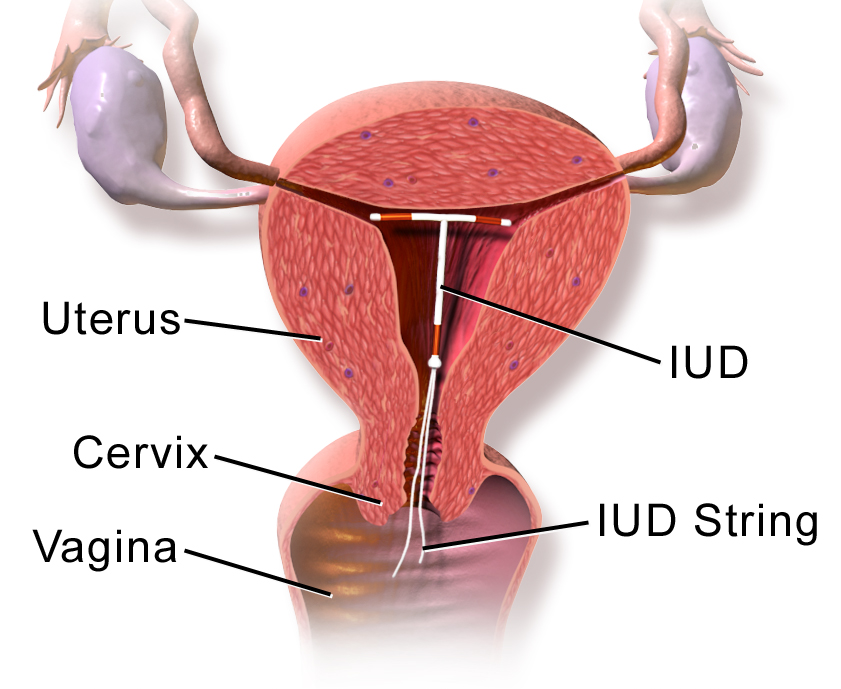
Coupe schématique représentant un dispositif intra-utérin en place (DIU) équipé de ses deux fils de retrait (DIU string).

Le dispositif intra-utérin (DIU), ou stérilet, est un dispositif contraceptif réversible inventé en 1928 par Ernst Gräfenberg. Il s'agit d'un petit objet actuellement le plus souvent en forme de T, inséré dans l'utérus par le vagin pour prévenir la fécondation et secondairement la nidation. Il est doté de fils destinés à en faciliter le retrait.
Le dispositif est installé dans l'utérus (ou retiré) par un médecin ou un personnel médical qualifié et reste en place tant que la contraception est désirée (au maximum 5 à 10 ans suivant les modèles).
Le DIU serait désormais utilisé par quelque 150 millions de femmes dans le monde entier et constitue la méthode contraceptive temporaire la moins coûteuse pour une utilisation à long terme. Depuis le début des années 1960, époque à laquelle les DIU étaient fabriqués à partir de matériaux inertes, ces dispositifs ont connu de nombreuses améliorations, notamment grâce à l’utilisation de cuivre, puis d’un système qui libère un progestatif. Le DIU au cuivre peut également être utilisé en guise de méthode contraceptive d’urgence.
Les DIU ne protègent pas des infections sexuellement transmissibles malgré certaines idées reçues.

## Historique

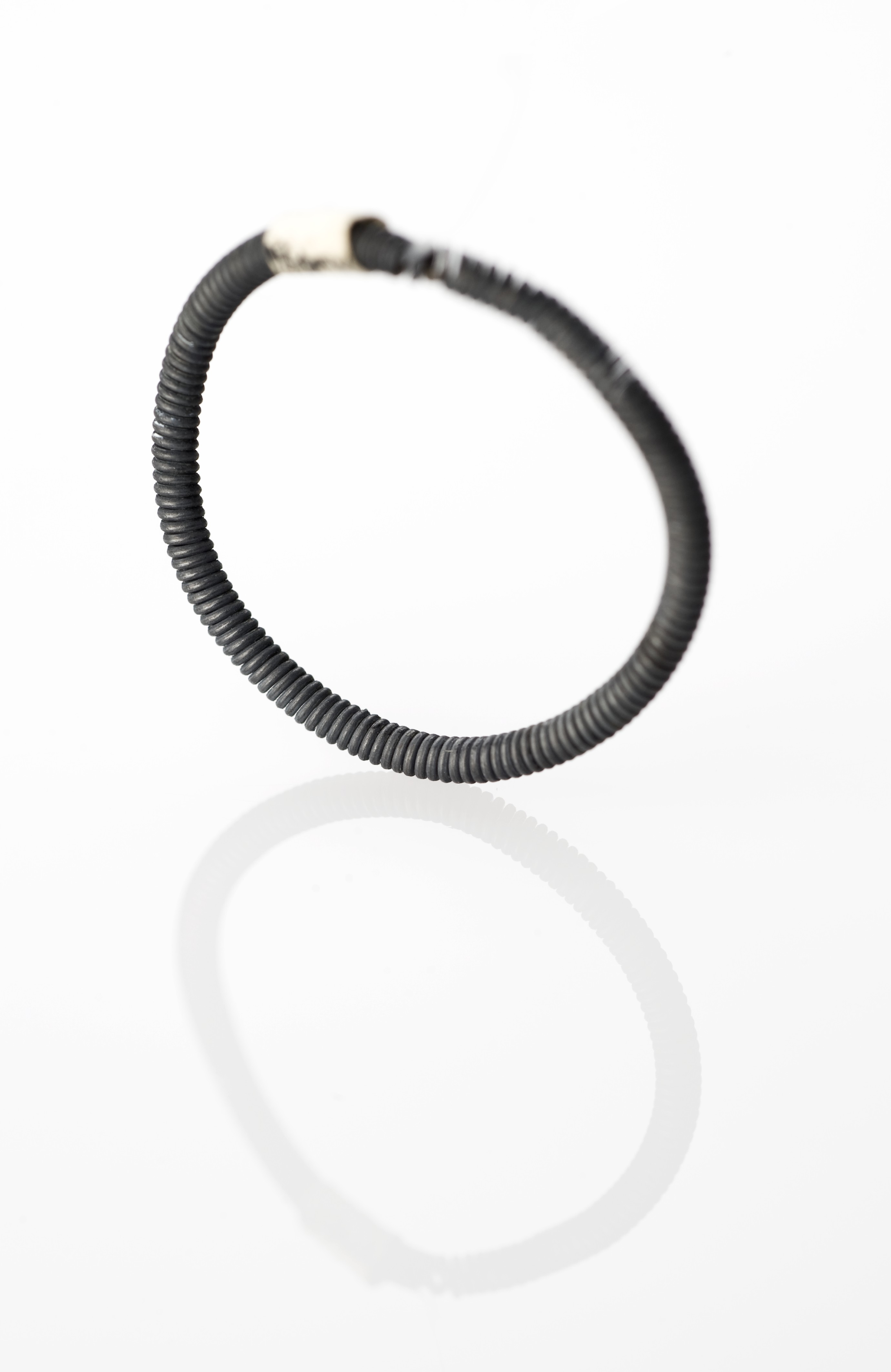
Un modèle d'anneau de Gräfenberg.

Le premier stérilet fut mis au point en 1929. Composé de fil de soie, et en forme d'anneau, il porte le nom de son inventeur, Ernst Gräfenberg, qui l'améliore en y intégrant un alliage de fils d'argent, contenant du cuivre à son insu. Toutefois ce remplaçant des pessaires a du mal à convaincre les gynécologues d'alors. En 1959, deux communications sur de bons résultats obtenus en Israël et au Japon relancent l'intérêt pour ce mode contraceptif. En Israël, l'étude compare l'efficacité d'un anneau d'argent et d'un anneau de crin tandis qu'au Japon, un anneau métallique, dit anneau d'Ota, est concurrencé par un DIU en polyéthylène. L'obstétricien Lazar C. Margulies (en) imagine en 1960 un stérilet en plastique en forme de spirale, tandis que Jack Lippes en 1962 lui donne une forme de double S et y adjoint deux fils de nylon pour pouvoir le retirer. Le modèle en plastique devient le plus utilisé. En 1969 Jaime Zipper découvre les propriétés spermicides du cuivre et développe le premier stérilet en cuivre avec Howard Tatum. 

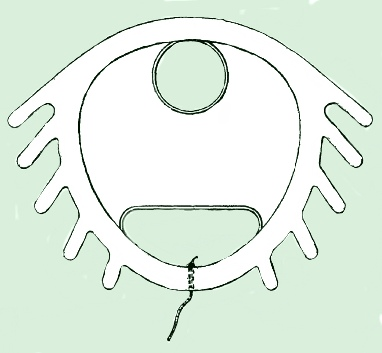
Le modèle en plastique Dalkon Shield, utilisé dans les années 1970.

Aux États-Unis, dans les années 1970, le procès du Dalkon Shield met un coup d'arrêt provisoire à leur utilisation. Les stérilets furent interdits après avoir causé plusieurs morts indirectes en augmentant le risque de contracter des infections utérines qui peuvent être fatales. Les DIU modernes sont plus sûrs et les complications rares.
L'expression « dispositif intra-utérin » est désormais préférée au mot « stérilet ». En effet, la désignation « stérilet » tend à suggérer un effet stérilisateur, que les DIU n'ont pas.

## Types et indications

### Le DIU au cuivre

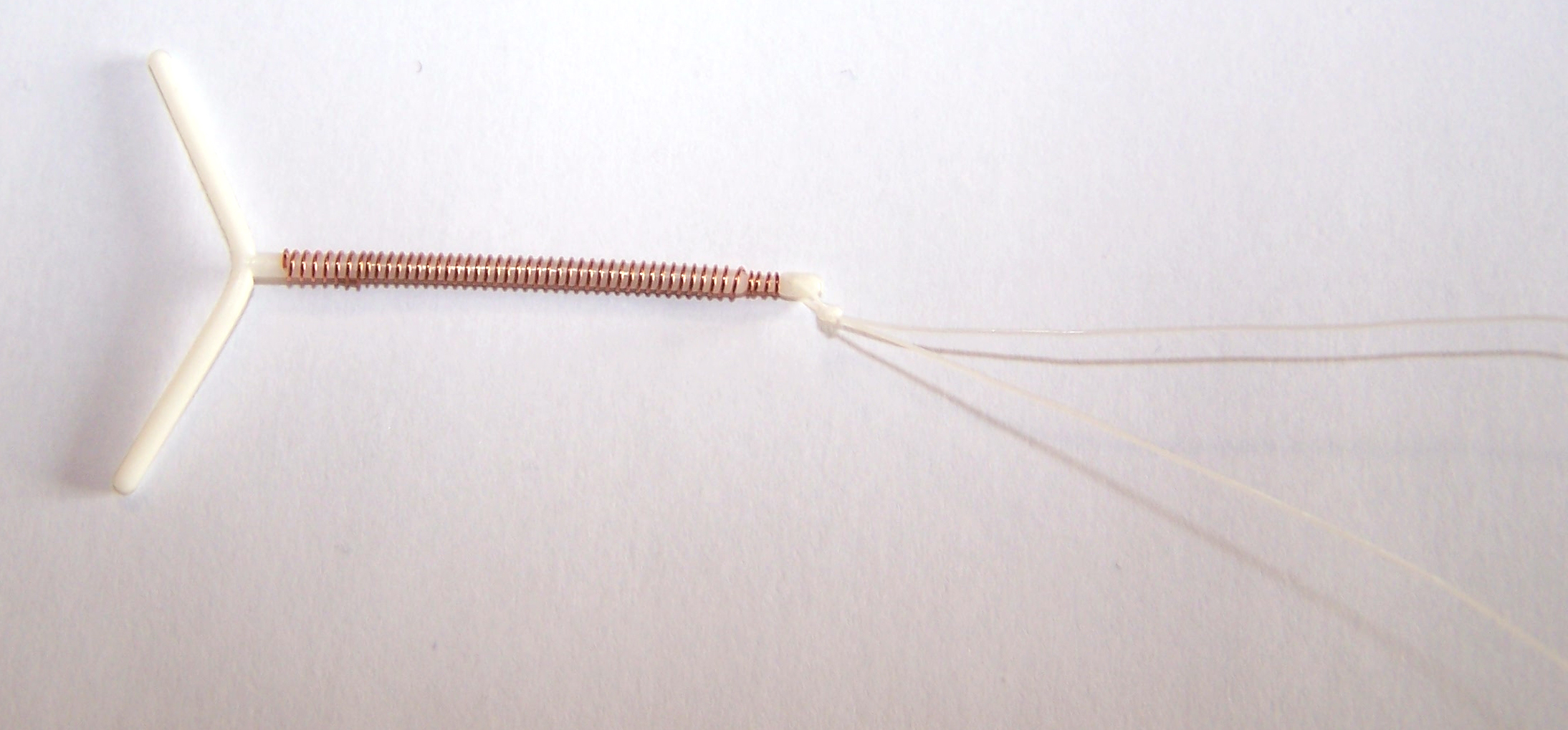
Tête de DIU à fil de cuivre.

Ces dispositifs intra-utérins se présentent habituellement sous un nom composé d'une marque commerciale et d'un nombre. Le nombre correspond approximativement à la surface recouverte de cuivre, et exprimée en mm2.
Le DIU au cuivre est indiqué comme une méthode de contraception alternative aux contraceptifs hormonaux, notamment aux méthodes de contraception orale en prévention de leurs effets indésirables à court ou long terme.
Un DIU au cuivre peut rester en place avec la même efficacité pendant une période de 5 à 10 ans selon les modèles. Les données d'efficacité à grande échelle, dans des études randomisées par plusieurs centres internationaux et dans des études comparatives non randomisées sur le long terme avec le GyneFix 330 version standard et avec le Gynéfix 220 version réduite, ont été réalisées sur 15 000 années-femmes exposition nullipares et multipares. Elles démontrent que ces DIU sont des systèmes de contraception intra-utérine de très grande efficacité.
Les taux d'échec varient de 0 % à 2,5 % (en taux cumulés) de la première année jusqu'à 9 années. Cette efficacité à long terme a été confirmée dans un essai clinique comparable et randomisé par l'Organisation mondiale de la santé. Toutefois il s'agit de moyennes, et l'efficacité est moindre lorsque la surface de cuivre diminue. Le modèle Nova T 200, qui ne contenait pas assez de cuivre et dont l'efficacité chutait à 94 % après trois ans (il était pourtant posé pour 5 ans), a été retiré du marché en 2007. En 2019, le Vidal ne répertorie que des modèles 375 et 380.
Couramment nommé « stérilet classique », celui-ci a un double effet :
1. d'une part le cuivre a un effet spermicide qui le rend contraceptif[7] ;
2. d'autre part, le DIU constitue un corps étranger dans l'utérus, qui empêche la nidation (effet contragestif)[8]. Toutefois les mécanismes d'action exacts ne sont pas connus, et le Vidal indique en 2019 : « L'effet contraceptif repose probablement sur une réaction inflammatoire stérile à corps étranger qui a lieu dans l'utérus. Il est observé une augmentation intra-utérine et intra-tubaire des globules blancs, des prostaglandines et d'enzymes. Ces modifications influencent la mobilité des spermatozoïdes dans les voies génitales et limitent ainsi leur capacité de fécondation. Le nombre de spermatozoïdes dans les trompes utérines, lieu de la fécondation, est diminué chez les femmes qui utilisent un DIU au cuivre par rapport à celles qui n'utilisent pas de DIU au cuivre. Par conséquent, le mode d'action essentiel de cette méthode repose vraisemblablement sur une modification de la qualité des spermatozoïdes et des ovules avant la fécondation. »[9].

La plupart des femmes peuvent recourir à un DIU. Cependant, des contre-indications existent. La pose d'un DIU est ainsi déconseillée aux femmes qui présentent :
- des saignements utéro-vaginaux inexpliqués ;
- une grossesse éventuelle ;
- une infection pelvienne aigüe ;
- une malformation de l'utérus incompatible avec la pose d'un DIU ;
- une allergie au cuivre ou à un autre des composants du DIU.

Contrairement aux idées reçues il n'y a aucune contre-indication à la pose d'un DIU chez une patiente nullipare, dans ce cas le DIU est plus petit (short au lieu de standard), puisque l'utérus l'est aussi.
Le DIU au cuivre peut rendre les menstruations plus abondantes ou plus douloureuses chez certaines femmes, en particulier pendant les premiers mois après l'insertion.
Certains types de DIU, comme le GyneFix 330 (constitué de 6 manchons de cuivre) ou GyneFix 220 (4 manchons) sont conçus pour ne pas perturber les menstruations.
Le DIU au cuivre peut être utilisé comme contraception d'urgence pour prévenir la grossesse, jusqu'à cinq jours après le rapport sexuel à risque.
En 2017, une étude observationnelle menée sur plus de 12 000 femmes indiquait que les utilisatrices de DIU auraient 36 % de risques en moins de contracter un cancer du col de l’utérus[réf. souhaitée]. Une analyse analogue et suggérant les mêmes types de conclusion avait été publiée en 2011, mais avait fait l'objet de critiques méthodologiques appelant à poursuivre les études. 

#### Effets indésirables
- règles plus abondantes et douloureuses
- douleurs en dehors des règles, pendant les rapports
- diminution de la libido
- empoisonnement au cuivre
- lacunes en fer
- lombalgies[14]

### Le DIU hormonal
D'un effet local, ce type de dispositif intra-utérin diffuse une hormone progestative dans l'utérus.
Il a un double effet :
1. il épaissit les sécrétions du col de l'utérus et empêche ainsi le passage des spermatozoïdes dans l'utérus (effet contraceptif) ;
2. il diminue l'épaisseur de l'endomètre, le rendant impropre à la nidation (effet contragestif).

Le DIU hormonal peut être utilisé dans les cas d'hyper-ménorrhée (menstruations abondantes) idiopathique : comme les contraceptifs oraux, celui-ci peut induire une réduction de la durée et du flux des règles, voire une aménorrhée (disparition des règles).
Le DIU hormonal ne convient pas à la contraception post-coïtale.

#### Effets indésirables
À la suite de nombreux signalements en France d'effets jugés indésirables après la pose de DIU de marque Miréna[précision nécessaire][réf. nécessaire], les effets indésirables ont été mis à jour en 2017 et comprennent :
- céphalées
- dépression
- perte de cheveux
- acné
- douleurs abdominales
- diminution de la libido
- bouffées de chaleur
- prise de poids
- asthénie
- séborrhée[17].
- risque accru de cancer du sein : selon une étude parue en octobre 2024 dans JAMA Network, ayant comparé plus de 78 590 Danoises de 15 à 49 ans, utilisant un stérilet hormonal avec plus de 78 000 autres femmes n'utilisant pas ce contraceptif, celles utilisant un stérilet hormonal avaient un risque accru de 40 % de développer un cancer du sein[18].

## Efficacité
Selon le type, les DIU restent habituellement efficaces pendant 2, 5 ou 10 ans.
Dans des conditions optimales d'usage, l'efficacité des DIU, qu'ils soient hormonaux ou au cuivre, est comparable à celle des différentes pilules contraceptives, ainsi qu'à la stérilisation chirurgicale, à savoir un taux moyen de grossesse à un an de 0,4 % d'échec pour les modèles au cuivre et de 0,2 % pour les modèles contenant de la progestérone.
Dans les conditions ordinaires d'usage, les DIU conservent leurs performances là où le taux d'échec de la contraception orale monte à environ 8 % (due à des oublis de pilule, troubles digestifs…). Les DIU sont ainsi avec la stérilisation la méthode contraceptive la plus efficace.
Utilisé comme contraception d'urgence, le DIU au cuivre est une alternative très efficace à la pilule du lendemain. Cette méthode montre une efficacité importante avec un taux d'échec de 0,1 à 0,2 % sur un échantillon de 8 300 femmes.

## Accidents
La perforation utérine reste un événement exceptionnel. Cette complication est plus fréquente lorsque le dispositif est posé peu de temps après un accouchement mais est suffisamment rare pour ne pas contre-indiquer son implantation dans ce cas.
Après un accouchement, posé trop tôt, une expulsion du dispositif est possible mais rare et il semble préférable de le poser après six semaines.

## Retrait
Le retrait se fait en tirant sur les deux fils de retrait qui sont normalement présents dans le vagin, en sortie de l'endocol. La rupture des fils lors du retrait peut être due à un enfoncement d'une des branches dans le myomètre. Une échographie pelvienne peut permettre un contrôle, avec toutefois des faux-positifs de l'ordre de 70 %. En cas d'absence de fils, l'échographie pelvienne reste l'indication de première intention, pour vérifier la présence intra-utérine du DIU. Il est possible alors de tenter de récupérer les fils à l'aide d'une cytobrosse. Si la manœuvre échoue, certains gynécologues français préconisent l'utilisation de diverses pinces, avec contrôle échographique ou en cas d'échec à l'ablation avec contrôle hystéroscopique et utilisation d'une injection préalable de lidocaïne en raison du caractère douloureux des manipulations. Dans d'autres pays, une hystéroscopie opératoire avec anesthésie générale est envisagée en dernier ressort.

## Stérilets défectueux
Cent mille DIU à risque auraient été posés en France entre 2014 et 2019. l'ANSM est défaillante dans l'information des médecins des patientes en octobre 2020, dans l'étude du dossier et des tests fournis par un fabricant de dispositif médical, eurogyne,. Ces DIU défectueux s'inscrivent dans la suite du scandale des dispositifs Implant Files depuis 2018.

## Opposition de l'Église catholique
L'Église catholique s'oppose à l'utilisation du DIU comme tous les moyens de contraception, mais plus fortement en raison de son mode d'action. Elle considère que l'ovule fécondé constitue un être humain en puissance dès la fécondation et recommande donc à ses fidèles de ne pas empêcher son bon développement. Elle estime que le DIU au cuivre a un effet abortif. Elle ne prend alors en compte que le mode d'action secondaire du DIU, qui est d'empêcher la nidation d'un éventuel ovule fécondé.
Cependant, le mode d'action principal des DIU est spermicide, la probabilité de fécondation est donc extrêmement limitée, comme le réaffirment des médecins tels que Martin Winckler.

## DIU en Chine
La Chine, qui a longtemps été prescriptrice de DIU dans le cadre de sa politique de l'enfant unique a souvent préféré implanter des stérilets sans fils de contrôle, en en rendant le retrait plus difficile. L'utilisation de tels DIU sans fils a également été rapportée en 2020 à l'occasion d'un rapport faisant le point sur les traitements infligés aux Ouïghours dans la province du Xinjiang.